# Foxcatcher

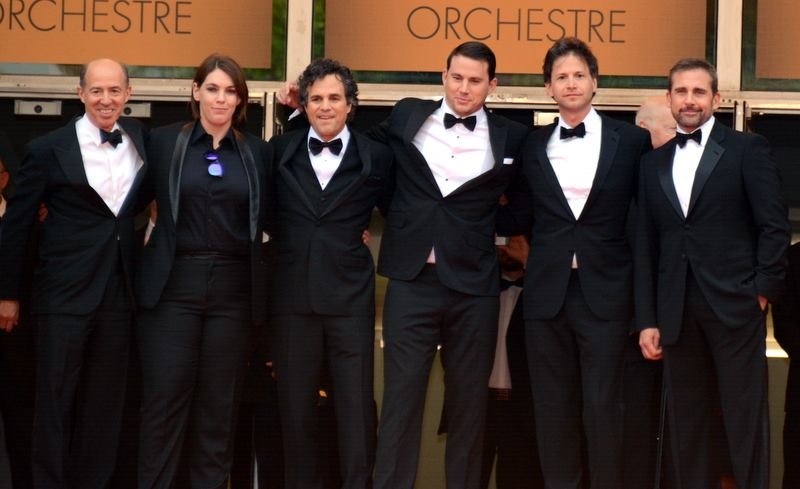
Twórcy filmu i aktorzy na premierze w Cannes

Foxcatcher – amerykański dramat biograficzny z elementami dreszczowca z 2014 roku, w reżyserii Bennetta Millera. Film był nominowany do pięciu  Oscarów. Zdjęcia kręcono w stanie Pensylwania.

## Tło fabularne
Film przedstawia tragiczną historię relacji utytułowanych zapaśników braci Schultz i ich sponsora, multimilionera Johna du Ponta. Ten szeroko znany jako filantrop, korzystając z rodzinnej fortuny, utworzył na swojej nieruchomości Liseter Hall Farm (znajdującej się w Newtown Square w Pensylwanii) olimpijski ośrodek treningowy Foxcatcher szkolący reprezentacje USA w zapasach, pływaniu i pięcioboju. Głównym celem były igrzyska olimpijskie w Seulu 1988. Bracia Schultzowie byli mistrzami olimpijskimi z Los Angeles 1984 r. oraz mistrzami świata w zapasach w stylu wolnym. W styczniu 1996 John du Pont zastrzelił Dave'a Schulza.

## Obsada
- Steve Carell jako John Eleuthère du Pont
- Channing Tatum jako Mark Schultz
- Mark Ruffalo jako Dave Schultz
- Vanessa Redgrave jako Jean du Pont, matka Johna
- Sienna Miller jako Nancy Schultz, żona Dave'a
- Anthony Michael Hall jako Jack
- Guy Boyd jako Henry Beck
- Brett Rice jako Fred Cole

## Premiera
Światowa premiera filmu nastąpiła 19 maja 2014 roku, podczas 67. Międzynarodowego Festiwalu Filmowego w Cannes, w ramach którego obraz brał udział w Konkursie Głównym. Następnie film był prezentowany na międzynarodowych festiwalach m.in. w Toronto, Londynie i Nowym Jorku.
Polska premiera filmu odbyła się 26 października 2014, w ramach American Film Festival we Wrocławiu.

## Nagrody i nominacje
67. Międzynarodowy Festiwal Filmowy w Cannes
- nagroda: najlepszy reżyser − Bennett Miller
- nominacja: Złota Palma − Bennett Miller

87. ceremonia wręczenia Oscarów
- nominacja: najlepsza reżyseria − Bennett Miller
- nominacja: najlepszy scenariusz oryginalny − E. Max Frye i Dan Futterman
- nominacja: najlepszy aktor pierwszoplanowy − Steve Carell
- nominacja: najlepszy aktor drugoplanowy − Mark Ruffalo
- nominacja: najlepsza charakteryzacja − Bill Corso i Dennis Liddiard

72. ceremonia wręczenia Złotych Globów
- nominacja: najlepszy film dramatyczny
- nominacja: najlepszy aktor w filmie dramatycznym − Steve Carell
- nominacja: najlepszy aktor drugoplanowy − Mark Ruffalo

68. ceremonia wręczenia nagród Brytyjskiej Akademii Filmowej
- nominacja: najlepszy aktor drugoplanowy − Steve Carell
- nominacja: najlepszy aktor drugoplanowy − Mark Ruffalo

21. ceremonia wręczenia nagród Gildii Aktorów Ekranowych
- nominacja: wybitny występ aktora w roli pierwszoplanowej − Steve Carell
- nominacja: wybitny występ aktora w roli drugoplanowej − Mark Ruffalo

30. ceremonia wręczenia Independent Spirit Awards
- nagroda: Specjalne Wyróżnienie − Bennett Miller, E. Max Frye, Dan Futterman, Anthony Bregman, Megan Ellison, Jon Kilik, Steve Carell, Mark Ruffalo i Channing Tatum

19. ceremonia wręczenia Satelitów
- nominacja: najlepszy aktor filmowy − Steve Carell
- nominacja: najlepszy aktor drugoplanowy − Mark Ruffalo